# Gare de Moensberg
La gare de Moensberg est une gare ferroviaire belge de la ligne 26, de Schaerbeek à Hal, située dans le quartier Homborch- Kriekenput  à Uccle dans la région de Bruxelles-Capitale. C'est l'une des cinq gares de la commune.
Elle est mise en service en 1973 par la Société nationale des chemins de fer belges (SNCB).
C'est une halte voyageurs de la SNCB desservie par des trains Suburbains (S).

## Situation ferroviaire
Établie à environ 62 mètres d'altitude, la gare de Moensberg est située au point kilométrique (PK) 19,628 de la ligne 26, de Schaerbeek à Hal, entre les gares de Saint-Job et de Beersel.

## Histoire
La halte de Moensberg est mise en service le 26 mai 1973 par la Société nationale des chemins de fer belges (SNCB) pour améliorer la desserte de la banlieue de Bruxelles.
Originellement située à quelques dizaines de mètres du croisement avec la ligne 124 (Bruxelles - Charleroi), il est décidé dans le cadre du RER bruxellois de déplacer ses quais sous le croisement des deux lignes et d'ajouter des quais sur la ligne 124.
Le 19 février 2024, les nouveaux quais de la ligne 26 sont mis en service tandis que les anciens ont été démolis, supprimant temporairement les accès sans escaliers à la gare. Les travaux sur les quais de la ligne 124, dont le gros-œuvre était déjà entamé à la fin des années 2010, ont repris. Le 15 décembre 2024 les quais de la ligne 26 sont renumérotés 5 et 6 en préalable à l'entrée en service des quais de la ligne 124 qui est prévue pour le 15 juin 2024.

## Service des voyageurs

### Accueil
Halte SNCB, c'est un point d'arrêt non gardé (PANG) à accès libre. Elle est équipée d'un automate pour l'achat de titres de transport.

### Desserte
Moensberg est desservie toutes les heures par des trains Suburbains (S), de la ligne S5 : Malines - Vilvorde - Evere - Schuman - Etterbeek - Hal - (Enghien) - (Grammont) ; le matin, un des trains S5 est scindé à Grammont, continuant vers Denderleeuw soit en tant que train P (direct) et S6 (à arrêts fréquents). 
Les week-ends et jours fériés, la desserte est d'un train S5 (Malines - Hal) chaque heure dans chaque sens.

### Intermodalité
Un arrêt des lignes de bus STIB 43 (Observatoire - Vivier d'Oie)  et De Lijn R55 (Hal - Drogenbos - Anderlecht) est situé sur le pont de la rue du Bourdon enjambant la gare.
La gare ne possède plus de parking, un nouveau parking doit être aménagé pour la future gare.

### Accessibilité
La gare possède deux accès voie 2 avec un escalier vers la rue du bourdon et une rampe vers la rue de Linkebeek. Voie 1, il existe un unique accès, de plain-pied, donnant sur le Moensberg.
L’accessibilité de l’actuel point d’arrêt est relativement mauvaise mais chaque voie est accessible sans escalier, ce qui n’est pas le cas de toutes les gares de la ligne 26.
À l’occasion de la reconstruction du pont de la rue du Bourdon, l’escalier donnant sur la voie 2 a dû être remplacé par une structure provisoire et un second escalier qui donnait sur la voie 1 a été démonté.
La future gare doit comporter six ascenseurs ainsi qu'un nouvel accès avenue des tilleuls. Les accès actuels depuis le Moensberg et la rue de Linkebeek seront maintenus tandis que d'autres seront condamnés.

## Comptage voyageurs
Ce graphique et tableau montre le nombre de voyageurs embarquant en moyenne durant la semaine, le samedi et le dimanche.
| Nombre de passagers qui embarquent à la gare de Moensberg | Nombre de passagers qui embarquent à la gare de Moensberg | Nombre de passagers qui embarquent à la gare de Moensberg | Nombre de passagers qui embarquent à la gare de Moensberg |
|                                                           | Semaine                                                   | Samedi                                                    | Dimanche                                                  |
| --------------------------------------------------------- | --------------------------------------------------------- | --------------------------------------------------------- | --------------------------------------------------------- |
| 1977                                                      | 166                                                       | -                                                         | -                                                         |
| 1978                                                      | 204                                                       | -                                                         | -                                                         |
| 1979                                                      | 208                                                       | -                                                         | -                                                         |
| 1980                                                      | 202                                                       | -                                                         | -                                                         |
| 1981                                                      | 196                                                       | -                                                         | -                                                         |
| 1982                                                      | 225                                                       | -                                                         | -                                                         |
| 1983                                                      | 156                                                       | -                                                         | -                                                         |
| 1984                                                      | 117                                                       | -                                                         | -                                                         |
| 1985                                                      | 130                                                       | -                                                         | -                                                         |
| 1986                                                      | 130                                                       | -                                                         | -                                                         |
| 1987                                                      | 122                                                       | -                                                         | -                                                         |
| 1988                                                      | 159                                                       | -                                                         | -                                                         |
| 1989                                                      | 179                                                       | -                                                         | -                                                         |
| 1990                                                      | 72                                                        | -                                                         | -                                                         |
| 1991                                                      | 163                                                       | -                                                         | -                                                         |
| 1992                                                      | 176                                                       | -                                                         | -                                                         |
| 1993                                                      | 175                                                       | -                                                         | -                                                         |
| 1994                                                      | 211                                                       | -                                                         | -                                                         |
| 1995                                                      | 233                                                       | -                                                         | -                                                         |
| 1996                                                      | 334                                                       | -                                                         | -                                                         |
| 1997                                                      | 314                                                       | -                                                         | -                                                         |
| 1998                                                      | 332                                                       | -                                                         | -                                                         |
| 1999                                                      | 320                                                       | -                                                         | -                                                         |
| 2000                                                      | 372                                                       | -                                                         | -                                                         |
| 2001                                                      | 409                                                       | -                                                         | -                                                         |
| 2002                                                      | 374                                                       | -                                                         | -                                                         |
| 2003                                                      | 355                                                       | -                                                         | -                                                         |
| 2004                                                      | 407                                                       | -                                                         | -                                                         |
| 2005                                                      | 487                                                       | -                                                         | -                                                         |
| 2006                                                      | 475                                                       | -                                                         | -                                                         |
| 2007                                                      | 455                                                       | -                                                         | -                                                         |
| 2008                                                      | -                                                         | -                                                         | -                                                         |
| 2009                                                      | 550                                                       | -                                                         | -                                                         |
| 2010                                                      | -                                                         | -                                                         | -                                                         |
| 2011                                                      | -                                                         | -                                                         | -                                                         |
| 2012                                                      | 458                                                       | -                                                         | -                                                         |
| 2013                                                      | 440                                                       | -                                                         | -                                                         |
| 2014                                                      | 493                                                       | -                                                         | -                                                         |
| 2015                                                      | 439                                                       | -                                                         | -                                                         |
| 2016                                                      | 452                                                       | -                                                         | -                                                         |
| 2017                                                      | 463                                                       | -                                                         | -                                                         |
| 2018                                                      | 493                                                       | 63                                                        | 55                                                        |
| 2019                                                      | 245                                                       | -                                                         | -                                                         |
| 2020                                                      | 352                                                       | 54                                                        | 47                                                        |
| 2021                                                      | -                                                         | -                                                         | -                                                         |
| 2022                                                      | 507                                                       | 216                                                       | 151                                                       |
| 2023                                                      | 247                                                       | 227                                                       | 117                                                       |
| 2024                                                      | 359                                                       | -                                                         | -                                                         |

## Galerie de photographies

Ancienne gare
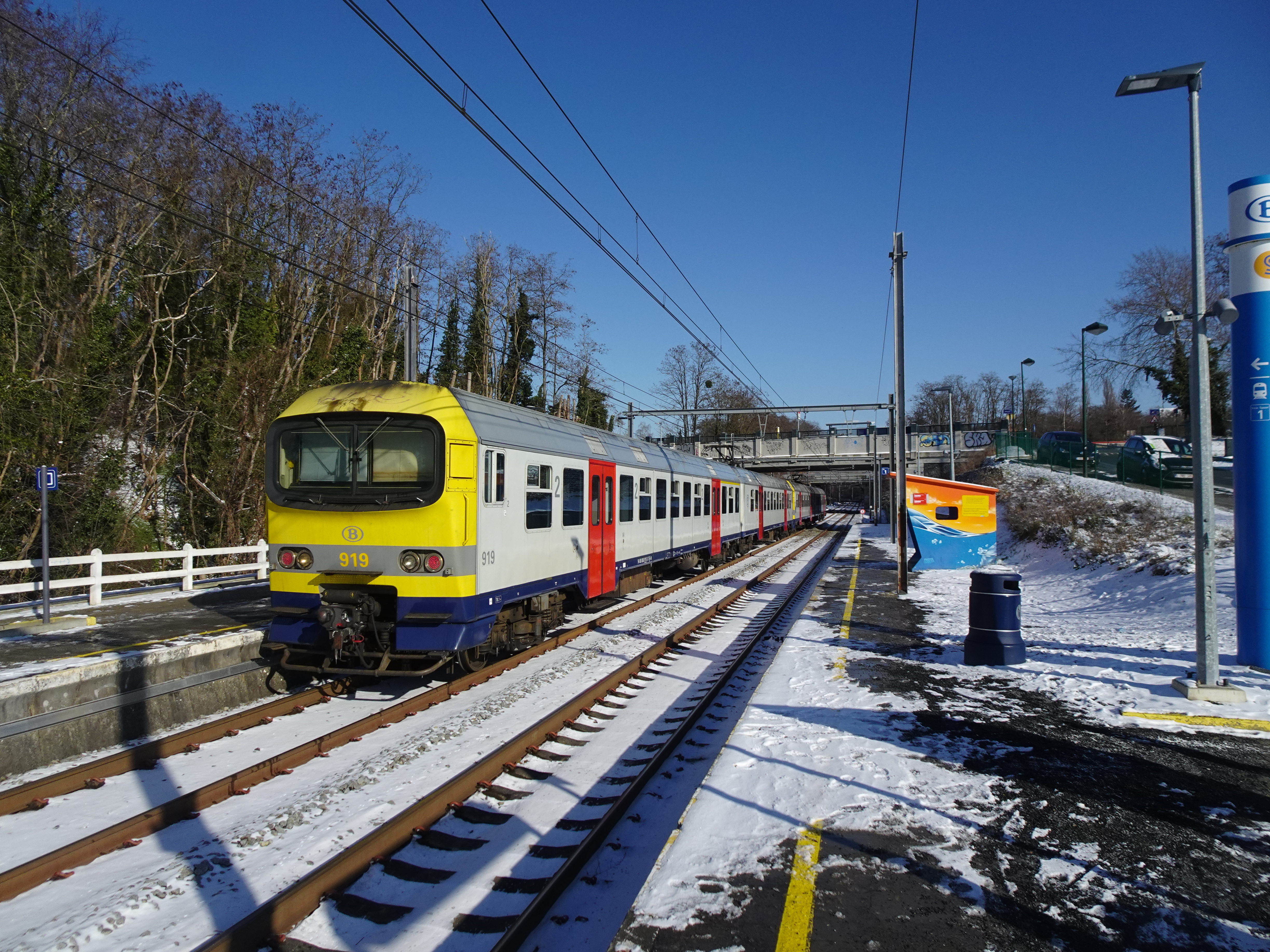
Train en gare (anciens quais).
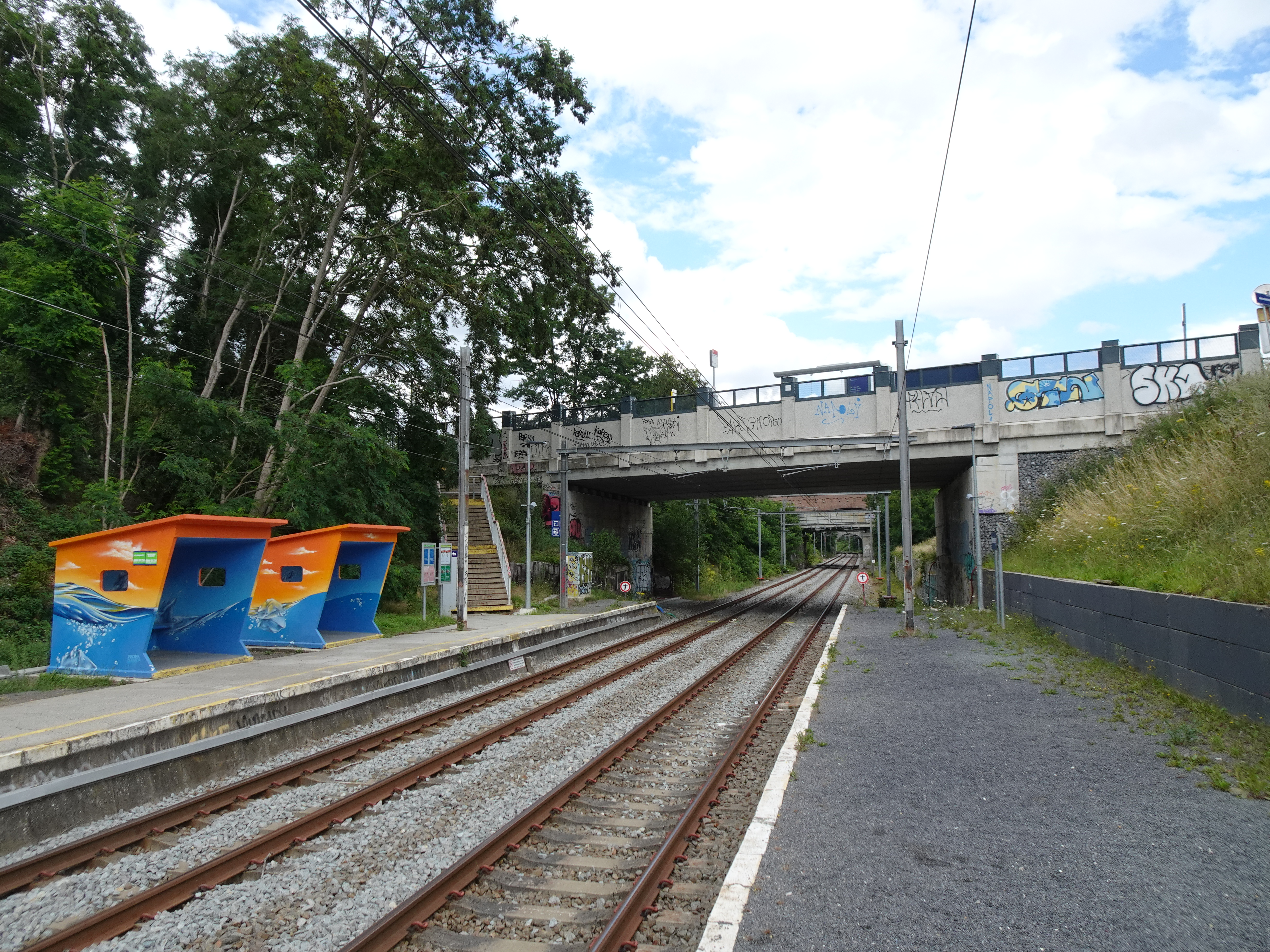
Pont de la rue du Bourdon.
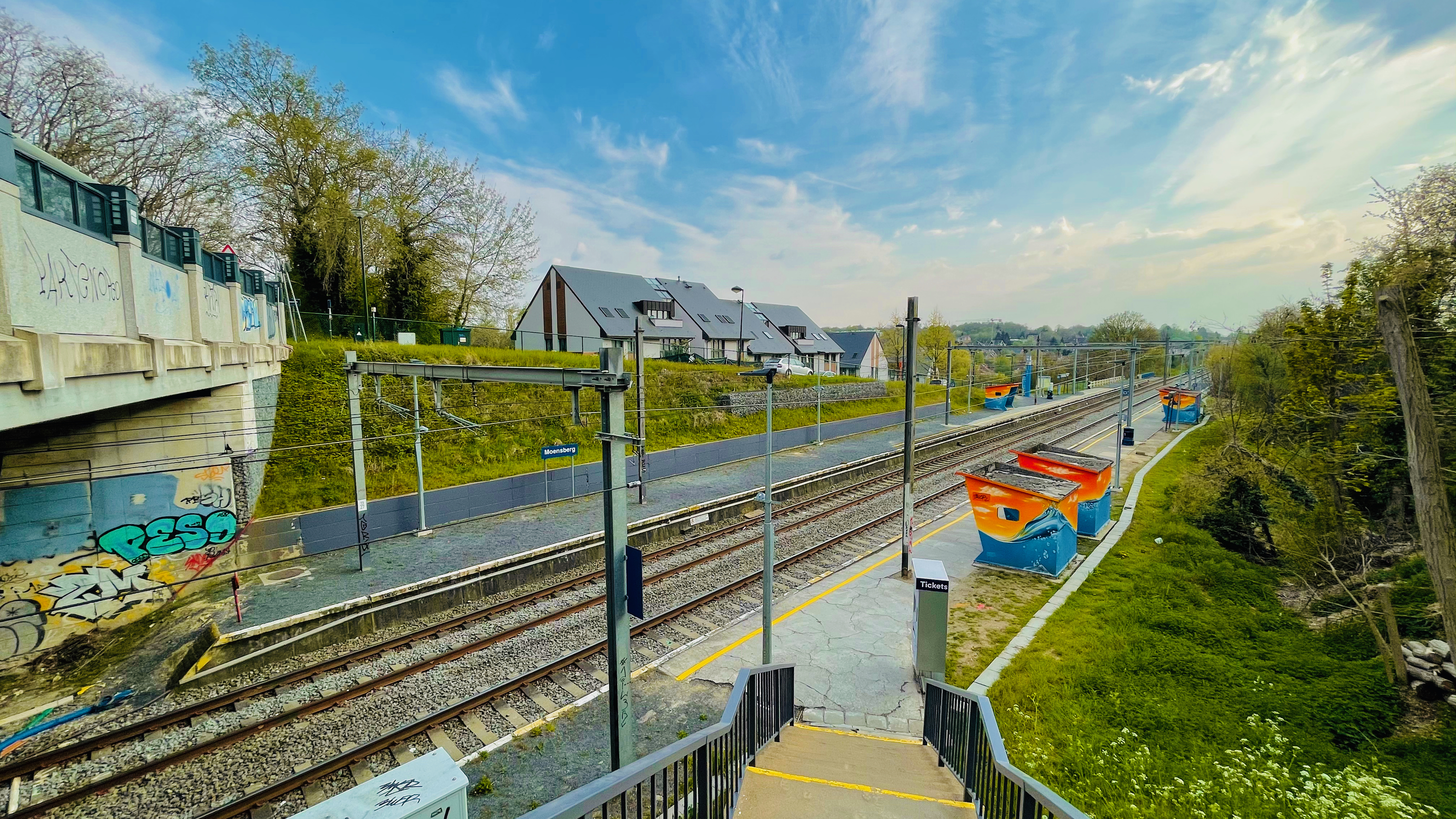
Accès depuis la rue du Bourdon.
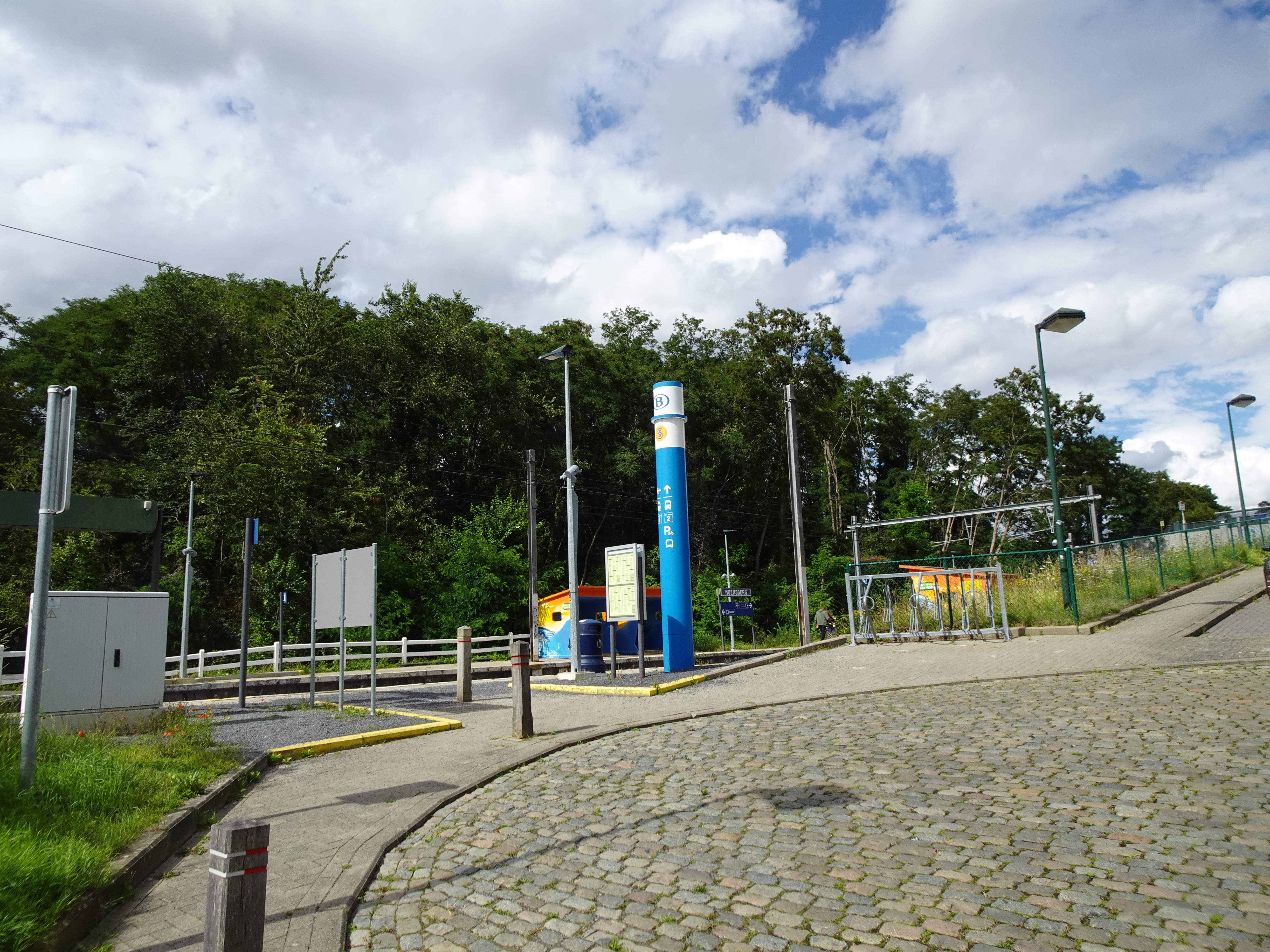
Accès depuis le Moensberg.
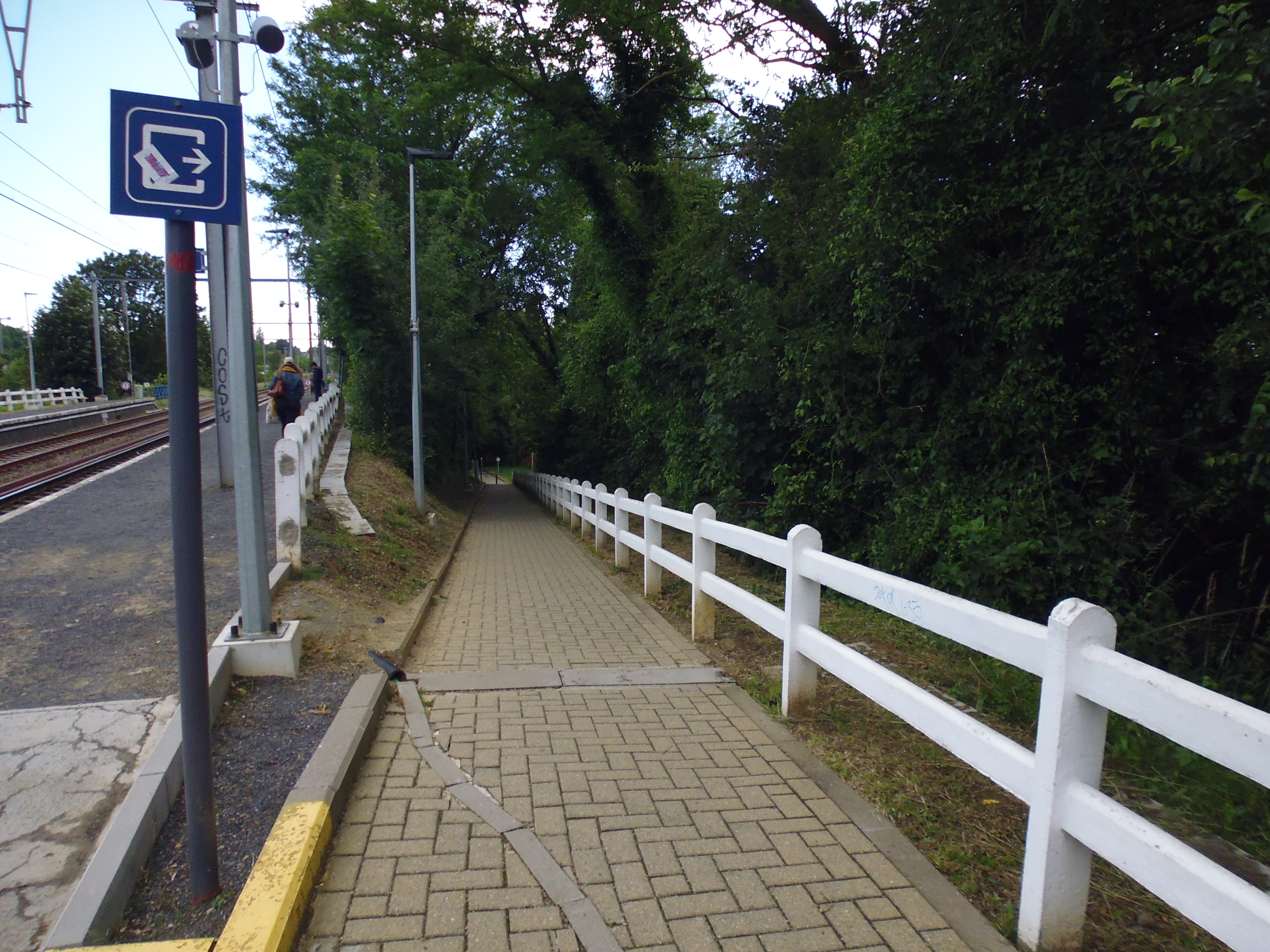
Accès au quai depuis la rue de Linkebeek.

Nouvelle gare
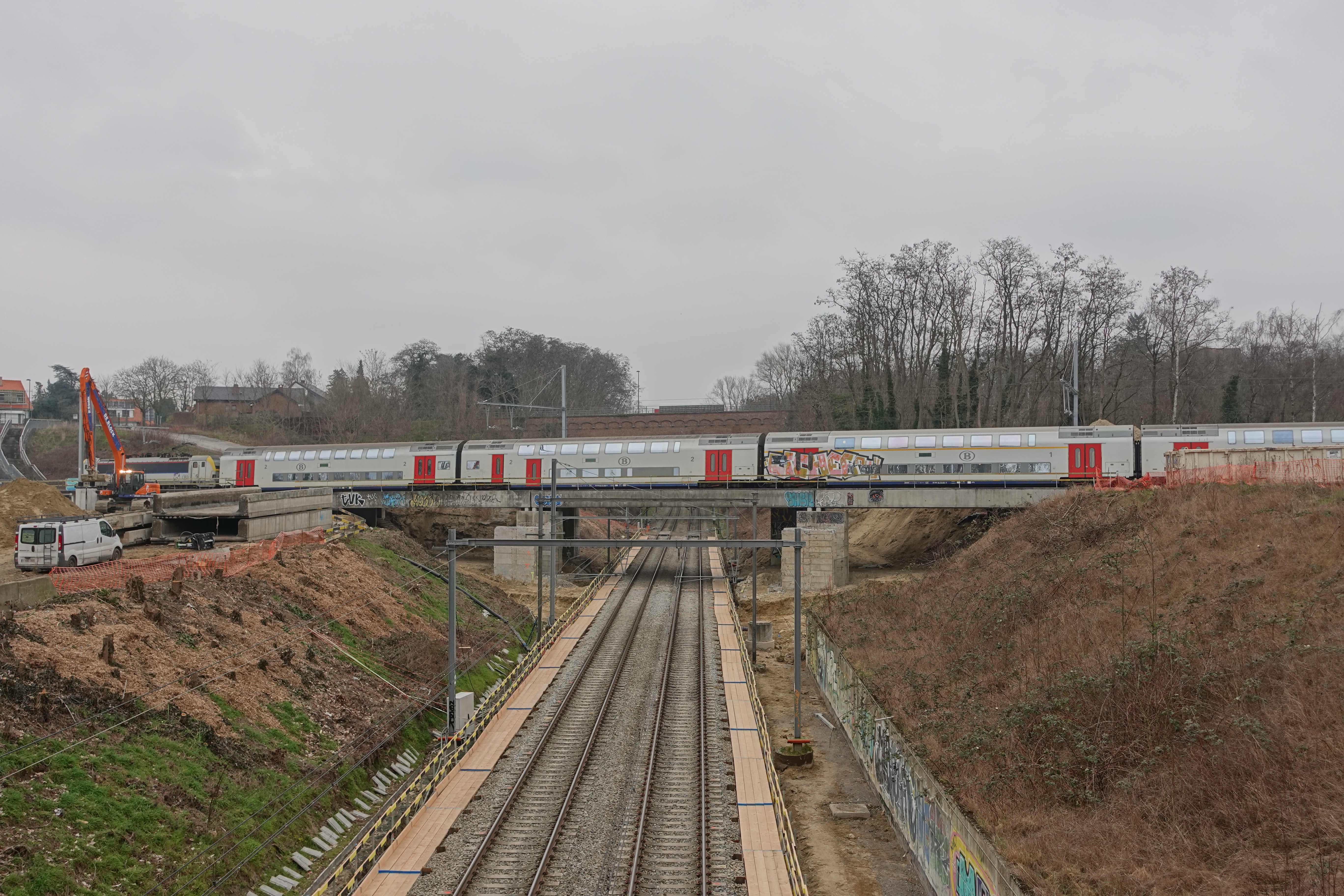
Construction du nouveau pont (ligne 124) et emplacement des nouveaux quais (ligne 26).
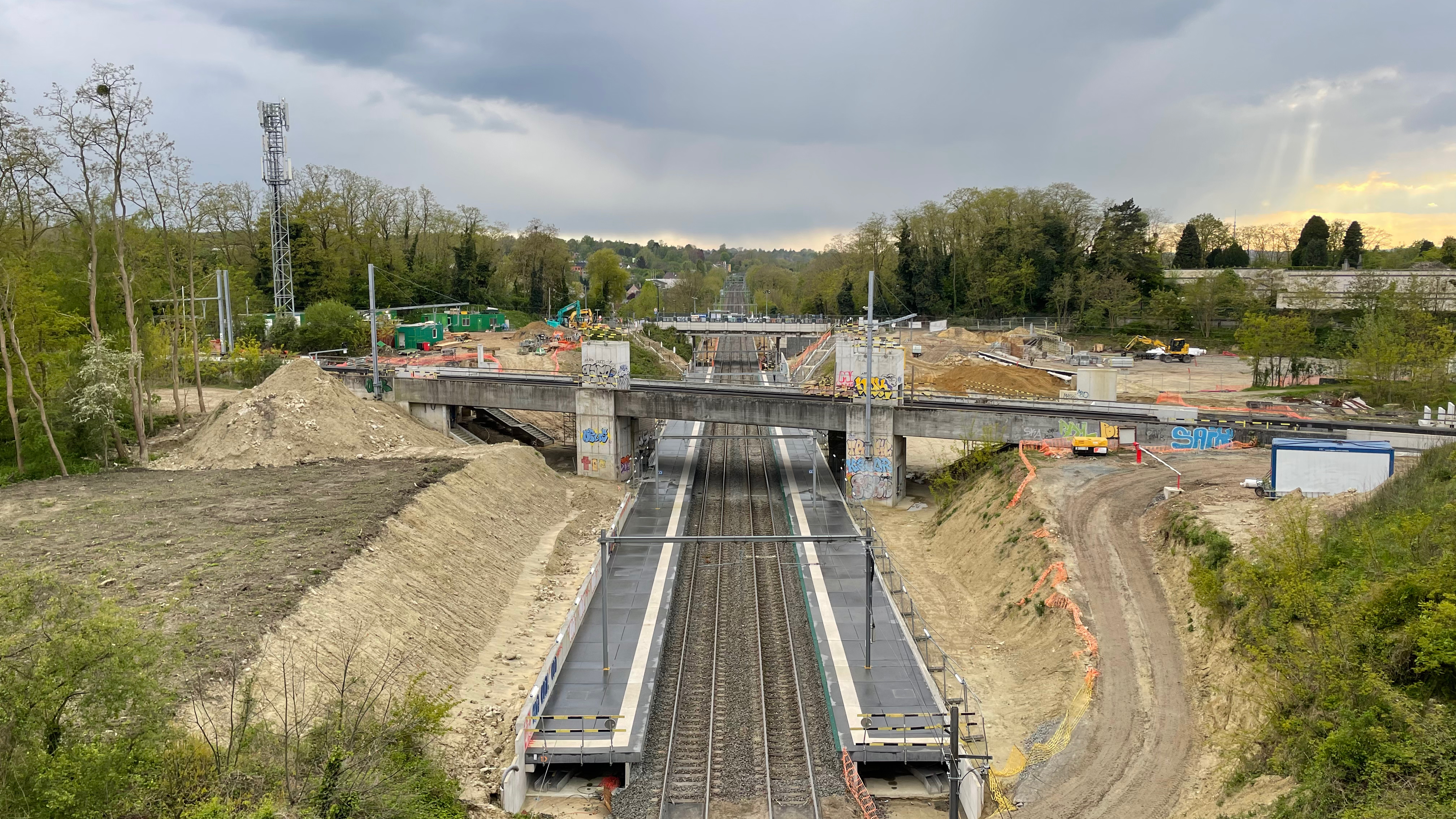
Nouveaux quais (avril 2024).
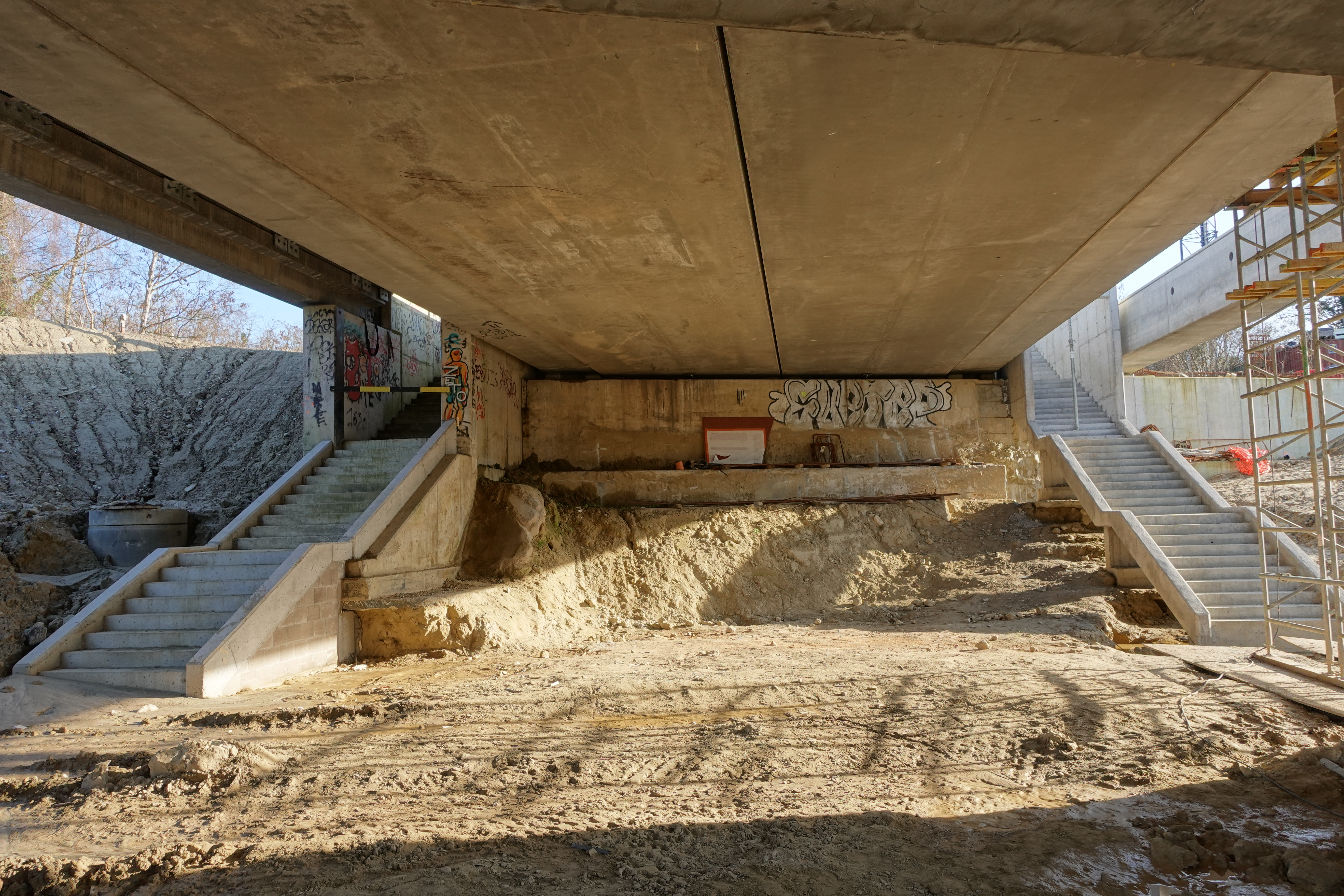
Escaliers menant à la ligne 124.
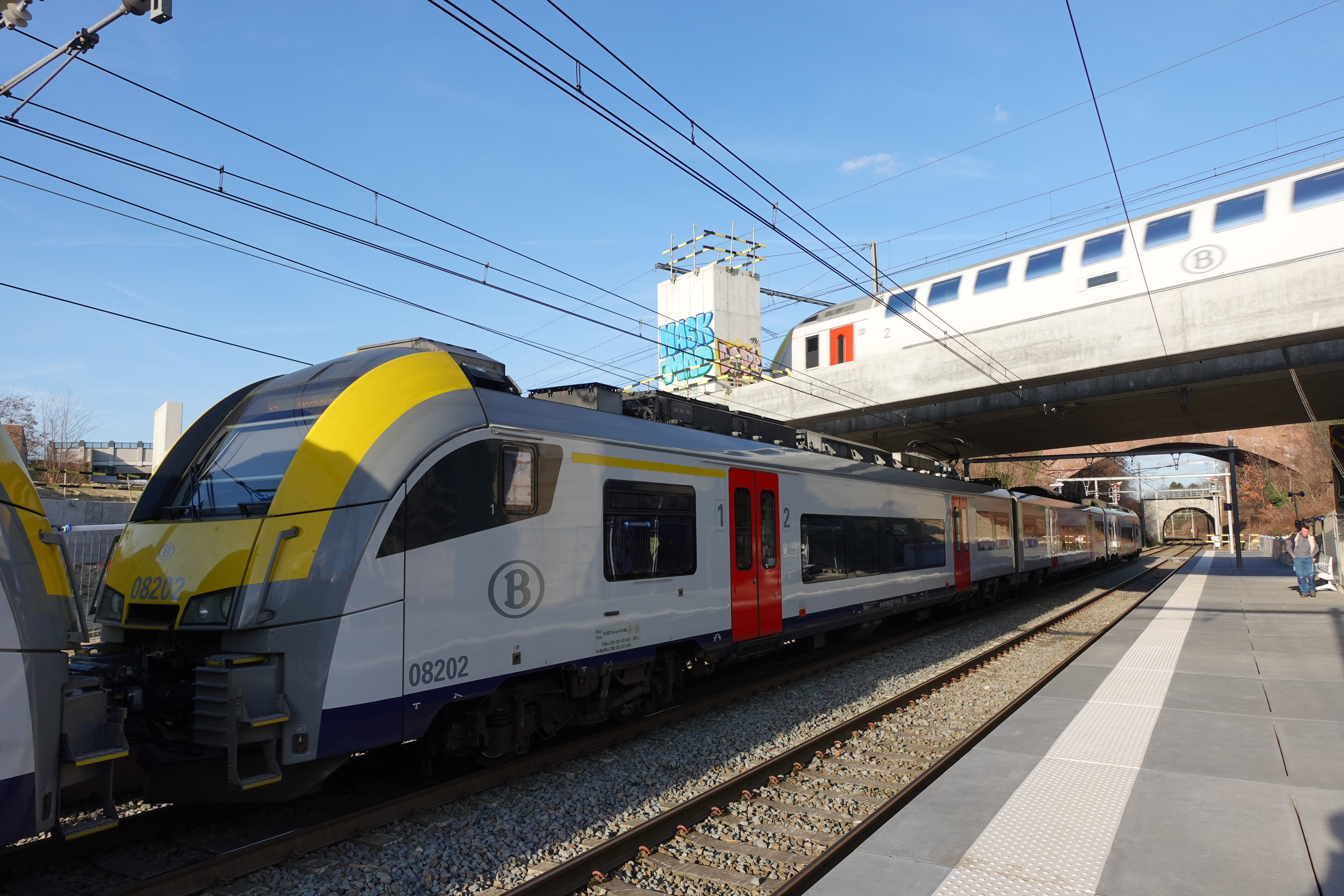
Train S5 de la ligne 26 à quai et train IC de la ligne 124 sur le pont.
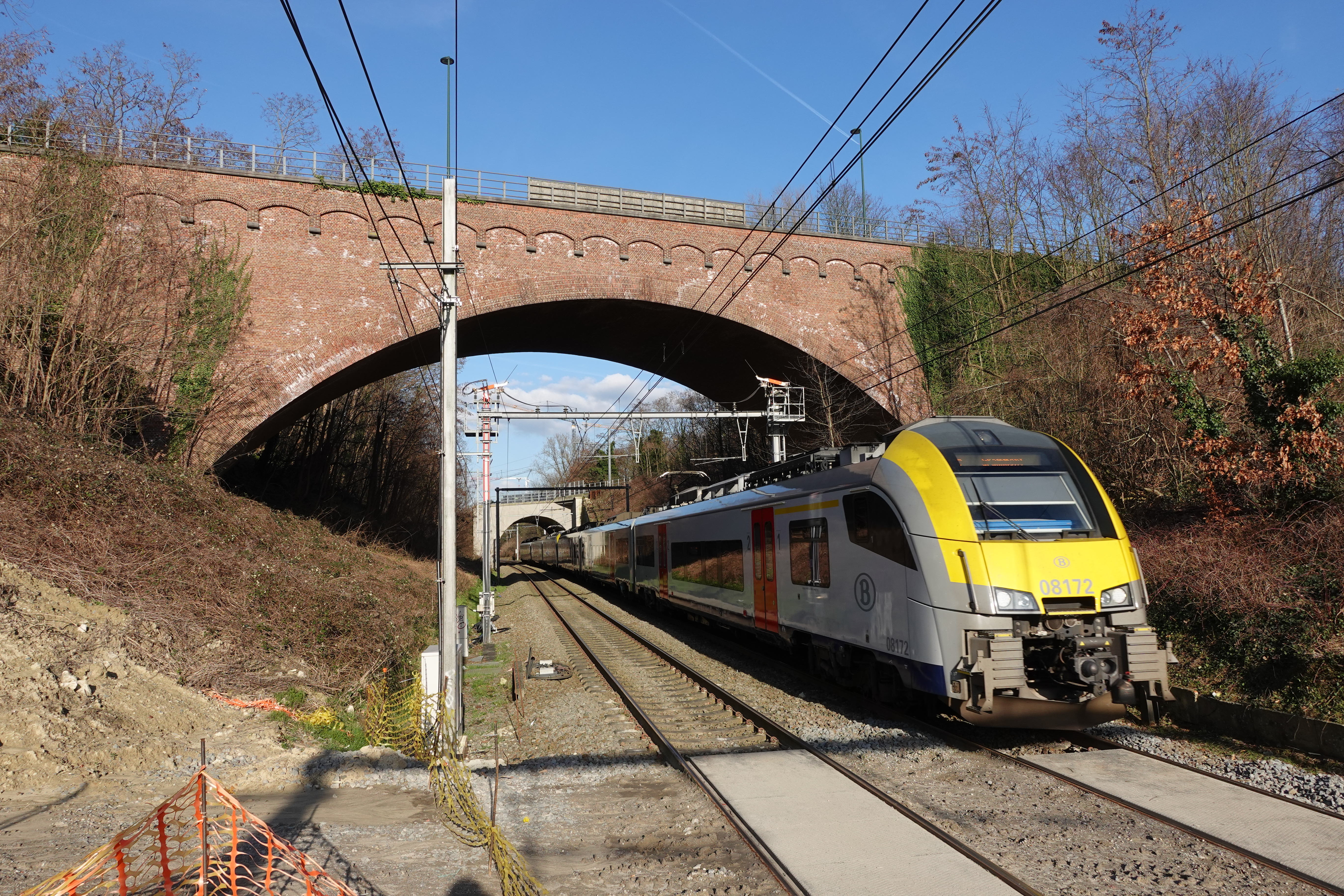
Train S5 sous le pont de la rue du Bourdon, au fond le pont ferroviaire raccordant les lignes 26 et 124.